# Рейвенсборн
Рейвенсборн (англ. Ravensbourne — Рейвенсбон, Рэвинсбон) — река на юге Англии, приток Темзы.
Течёт через три района Лондона: Бромли, Гринвич и Люишем. В Люишеме — рядом с железнодорожной станцией — Рейвенсборн сливается с Квогги.
Длина реки — 17,4 км. Площадь водосборного бассейна — 180 км².
Рейвенсборн впадает в Темзу чуть западней Гринвича и к северо-востоку от центра Дептфорда. Место впадение Рейвенборна в Темзу известно как Дептфорд-крик.